# 17278 Viggh
17278 Viggh là một tiểu hành tinh vành đai chính với chu kỳ quỹ đạo là 1395.0756619 ngày (3.82 năm).
Nó được phát hiện ngày 6 tháng 6 năm 2000.